# Ebba Brahe

Ebba Brahe

Ebba Magnusdotter Brahe (* 16. März 1596 in Lerjeholm, historische Provinz Västergötland; † 5. Januar 1674 in Stockholm) war eine schwedische Hofdame und Geschäftsfrau.

## Leben
Ebba Brahe aus dem Adelsgeschlecht Brahe war die Tochter des Reichsdrosten Magnus Graf Brahe und der Britta Stensdotter Leijonhufvud, deren Vater Sten Eriksson Leijonhufvud ein Bruder der Königin Margareta Eriksdotter Leijonhufvud war. Per Brahe der Jüngere war ihr Cousin.
Nach dem Tod ihrer Mutter kam die 15-jährige im Jahr 1611 als Hofdame der Königinwitwe Christine, einer Freundin ihrer Mutter, an den schwedischen Königshof. Der zwei Jahre ältere König Gustav Adolf verliebte sich sogleich in die junge Frau von außerordentlicher Schönheit. Im März 1613 bat er sie in einem Brief um eine Unterredung bei ihrem Vater, um ihn um ihre Hand zu bitten. Die Königinmutter, die für ihren minderjährigen Sohn die Regierung führte, stellte sich jedoch vehement gegen diese Verbindung, da sie für ihren Sohn eine dynastische Verbindung mit einem Herrscherhaus wünschte. Von einer Ehe mit einer schwedischen Adligen befürchtete sie innenpolitische Schwierigkeiten. 1614 verließ Ebba Brahe ihren Dienst und wurde Hofdame bei ihrer Großtante Katharina Stenbock, der Witwe von Gustav I. Vasa. 1615 endete ihre Beziehung mit dem König.
1618 heiratete sie den Reichsmarschall Jakob De la Gardie, der bereits seit Jahren um sie geworben hatte. Sie hatte mit ihm 14 Kinder, denen sie die folgenden Jahre ihres Lebens widmete. 1619 bis 1628 lebte die Familie in Livland, wo er Gouverneur war.
Sie unterstützte die Rolle ihre Sohnes Magnus Gabriel als Favorit der Königin Christina und konnte erreichen, dass er Marie Euphrosine von Pfalz-Zweibrücken-Kleeburg, eine Cousine der Königin und Schwester ihres Nachfolgers Karl X. Gustav, heiraten konnte. 1651 bezichtigte sie der Historiker Arnold Johan Messenius, die Königin verhext zu haben, so dass diese nicht heiraten wolle. Messenius und sein Sohn wurden dafür (und wegen weiterer Beleidigungen gegen die Königin) hingerichtet.
Nach dem Tod ihres Mannes im Jahr 1652 nahm Ebba Brahe das Vermögen der Familie in ihre Hände und vermehrte es umsichtig. Sie kaufte ein Landgut nach dem anderen, manchmal wohl mit reichlich resoluten Mitteln. 1667 war sie in einen Eigentumsprozess gegen Johan Axelsson Oxenstierna, den Sohn des Kanzlers, verwickelt. Als auf zweien ihrer Güter Eisenerz gefunden wurde, versuchte sie sich erfolgreich in der Eisenproduktion, womit sie ihr beträchtliches Vermögen noch weiter vergrößern konnte.

## Nachkommen
Von den 14 Kindern Ebba Brahes und Jakobs De la Gardie sind bekannt:
- Magnus Gabriel De la Gardie (1622–1686), der berühmte Reichskanzler und Günstling Königin Christinas
- Maria Sofia De la Gardie (1627–1694), Hofdame von Christina von Schweden und Unternehmerin
- Jakob Casimir (1629–1658), schwedischer General und Reichsrat, ⚭ Ebba Sparre (1626–1662)
- Pontus Frederik De la Gardie (1630–1692), ⚭ Beata Elisabeth von Königsmarck

- Kristina Katarina (1632–1704), ⚭ Gustaf Adolf Lewenhaupt
- Axel Julius De la Gardie (1637–1710).